# Law Castle

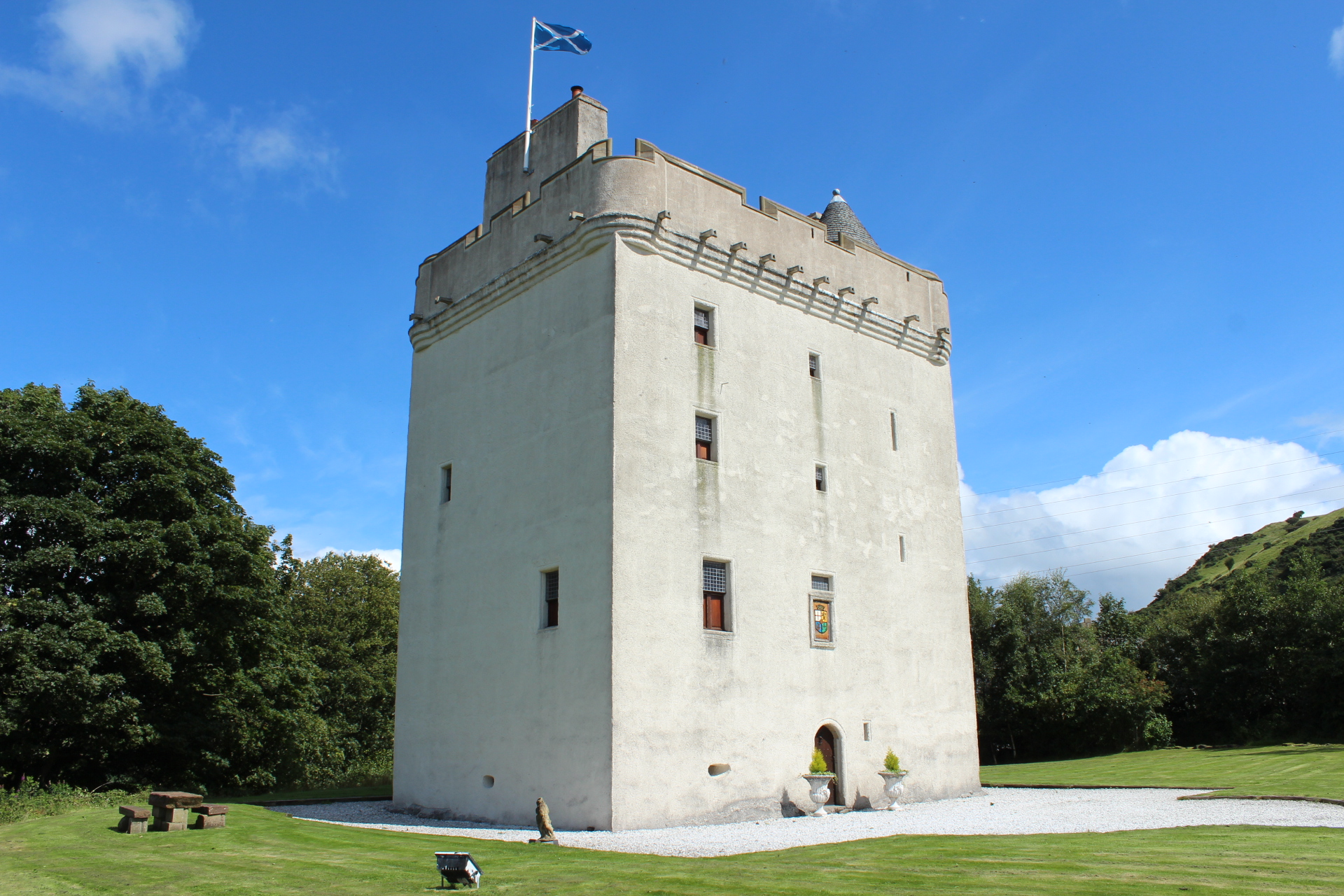
Law Castle

Law Castle ist ein Tower House in der schottischen Stadt West Kilbride in der Council Area North Ayrshire. 1971 wurde das Bauwerk in die schottischen Denkmallisten in der höchsten Denkmalkategorie A aufgenommen. Law Castle um das Jahr 1468 für Thomas Boyd, 1. Earl of Arran und seine Gemahlin Prinzessin Mary Stewart von Schottland errichtet. Nachdem es über die Jahrhunderte unbewohnt verfiel, wurde es im 20. Jahrhundert restauriert. 1989 wurden Wohnungen in der Festung eingerichtet, die auch als Ferienwohnungen angeboten werden.

## Beschreibung
Das vierstöckige Gebäude liegt auf einem Hügel am Nordostrand von West Kilbride. Es ähnelt den Bauwerken Little Cumbrae Castle, Fairlie Castle und Skelmorlie Castle und weist einen schlichten rechteckigen Grundriss auf. Ebenerdig befindet sich ein Gewölbekeller, von welchem eine Treppe in die oberen Stockwerke führt. Die große Halle im ersten Obergeschoss wurde früher auch als Gerichtssaal genutzt. Auf dem obersten Geschoss sitzt ein kleines Gebäude auf, welches einst die Wachtposten nutzten.